# Camponotus barbosus
Camponotus barbosus é uma espécie de inseto do gênero Camponotus, pertencente à família Formicidae.